# National Air Races
National Air Races var en serie pylon och distansflygtävlingar som genomfördes mellan 1920 och 1949. 
Flygplans- och motorkonstruktionerna avlöste varandra under 1920-talet med förbättrade prestanda och teknikframsteg. Mycket tidigt tävlade man om att flyga högst, fortast, längst och över öppna vattenytor. Flygintresset bland allmänheten var stort och flera tidningar och företag utlyste tävlingar där piloterna tävlade i premiärflygningar till ett bestämt mål eller hastighetsflygningar mellan olika orter.   
1920 satte tidningsmannen Ralph Pulitzer upp Pulitzer Trophy Race för militära flygplan på Roosevelt Field i New York i ett försök att göra reklam för flyget och sin tidning. Tävlingen flyttades senare till Cleveland och bytte namn till Cleveland National Air Races. Eftersom tävlingen rankades högt av de tävlande drog den till sig de mest kända pionjärflygarna prestige bland annat deltog Frank Hawks, James Doolittle och Wiley Post. 
Tävlingarna genomfördes i regel under tio dagar i augusti varje år med uppehåll för andra världskriget. Vid flygplatsen i Cleveland genomfördes olika deltävlingar dels i form av landningstävlingar men även Thompson Trophy Race som var en pylontävling där man tävlade i hastighetsflygning. De flesta år den transkontinentala Bendixtrofén genomfördes startade eller landade man i Cleveland under tävlingsdagarna. För att bjuda den stora publiken på upplevelser genomfördes flyguppvisningar med segelflygplan, luftskepp och fallskärmshoppning. 
1929 inbjöds för första gången kvinnliga piloter i tävlingen Powder Puff Derby, bland deltagarna märks Bobbi Trout, Louise Thaden, Amelia Earhart och Pancho Barnes. 
Efter andra världskriget återupptogs tävlingarna, nu tävlade en del piloter med överskottsflygplan från kriget, då deras prestanda var betydligt bättre än tävlingsflygplanen från slutet av 1930-talet blev dessa utkonkurrerade. Under tävlingarna 1949 störtade Bill Odom med en Mustang rakt in i en villa och två privatpersoner samt han själv dödades, detta medförde att tävlingarna upphörde. Pylontävlingarna fick en fortsättning i Reno 1964 när man startade tävlingen Reno National Championship Air Races